# Climacium ruthenicum
Climacium ruthenicum là một loài rêu trong họ Climaciaceae. Loài này được Weinm. Lindb. mô tả khoa học đầu tiên năm 1872.